# Карлос Ромеро
Вижте пояснителната страница за други личности с името Карлос Ромеро.
Карлос Ромеро (на испански: Carlos Romero) е испански писател и сценарист на мексикански и венецуелски теленовели.
На 12-годишна възраст започва работа като актьор в радио Difusora, Венецуела. Писателският му дебют е през 1968 г. в Radio Caracas Televisión. През 1979 г. заминава за Мексико, където е сценарист на втората част на теленовелата „Богатите също плачат“, продуцирана от Валентин Пимстейн. През 80-те и 90-те години на 20. век Ромеро е главен сценарист на телевизионните проекти на Пимстейн. Адаптациите, които прави на историите на Инес Родена за Телевиса и Radio Caracas Televisión, му носят голяма популярност.

## Творчество

### Оригинални истории
- Como tú ninguna (1994/95) с Алберто Гомес
- La millonaria Fabiola (1993)
- Cara sucia (1992)
- Rubí rebelde (1989)

### Адаптации
- Внимавай с ангела (2008/09) оригинал от Делия Фиайо
- Перегрина (2005/06) оригинал от Делия Фиайо
- Натрапницата (2001) оригинал от Инес Родена
- Хубава жена (2001) оригинал от Инес Родена
- Първа част на Росалинда (1999) с Кари Фахер, оригинал от Делия Фиайо
- Маримар (1994) оригинал от Инес Родена
- Първа част на Валентина (1993) с Алфонсо Кремата и Салвадор Угарте, оригинал от Инес Родена
- Мария Мерседес (1992) оригинал от Инес Родена
- Carrusel de las Américas (1992) с Хорхе Нуниес, оригинал от Абел Санта Крус
- Просто Мария (1989/90) с Кари Фахер и Габриела Ортигоса, оригинал от Селия Алкантара
- Дивата Роза (1987/88) оригинал от Инес Родена
- Опърничавата (1987) оригинал от Илда Моралес де Айоис
- Бедната госпожица Лимантур (1987) с Валерия Филипс, оригинал от Инес Родена
- Бедна младост (1986) с Марсия дел Рио и Валерия Филипс, оригинал от Феликс Б.Кайгнет
- Върховно изпитание (1986) оригинал от Делия Фиайо
- Да живееш по малко (1985/86) оригинал от Артуро Моя Грау
- Los años pasan (1985) оригинал от Инес Родена
- Los años felices (1984/85) оригинал от Артуро Моя Грау
- Първа част на Principessa (1984/86) оригинал от Нене Каскаяр
- Първа част на Звяр (1983/84) оригинал от Инес Родена
- Първа част на Амалия Батиста (1983/84) оригинал от Инес Родена
- Bianca Vidal (1982/83) оригинал от Инес Родена
- Втора част на Vanessa (1982) оригинал от Антонио Тейхера и Кармен Лидия
- Домът, който откраднах (1981) оригинал от Инес Родена
- Soledad (1980/81) оригинал от Инес Родена
- Ambición (1980) с Инес Родена, оригинал от Инес Родена
- Verónica (1979) с Вивиан Песталоси, оригинал от Инес Родена
- Втора част на Богатите също плачат (1979/80) с Валерия Филипс, оригинал от Инес Родена
- Tres mujeres (1978) оригинал от Ирис Давила[4]
- Raquel (1973) (използва псевдонима „Селия Алонсо“) с Мануел Муньос Рико и Педро Фелипе Рамирес, оригинал от Инес Родена
- La doña (1972) с Инес Родена, оригинал от Инес Родена
- Sacrificio de mujer (1972) (използва псевдонима „Селия Алонсо“), оригинал от Инес Родена
- Bárbara (1971) оригинал от Олга Руилопес
- Corín Tellado Presenta. Pecar por amor (1968) оригинал от Корин Теядо

### Коадаптации
- Втора част на Лус Кларита (1996) (използва псевдонима „Селия Алонсо“) с Лусия Камперо де Мендисабъл, Долорес Ортега и Алехандро Ориве, адаптация от Вивиана Пимстейн, оригинал от Абел Санта Крус

### Нови версии, пренаписани от него
- Необуздано сърце (2013) нова версия на теленовелата Маримар
- Невинната ти (2004) с Тере Медина, нова версия на теленовелата Мария Мерседес[5]
- Узурпаторката (1998) нова версия на теленовелата Домът, който откраднах
- Благословена лъжа (1996) (използва псевдонима „Селия Алонсо“) с Андреа Ордониес, нова версия на теленовелата Soledad
- Мария от квартала(1995/96) с Алберто Гомес, нова версия на теленовелата Богатите също плачат
- Затворничка на любовта (1994) с Долорес Ортега, нова версия на теленовелата Амалия Батиста

### Нови версии, пренаписани от други
- Изгрев (2025) адаптация от Пабло Ферер Гарсия-Травеси и Сантяго Пинеда Алиседа, нова версия на теленовелата Върховно изпитание
- Богатите също плачат (2022) адаптация от Естер Фелдман и Роса Саласар Аренас, нова версия на теленовелата Богатите също плачат
- Узурпаторката (2019) адаптация от Лариса Андраде и Фернандо Абрего, нова версия на теленовелата Узурпаторката
- Полетът към победата (2017) адаптация от Мария Антониета Калу Гутиерес и Антони Мартинес, използвайки либрето от теленовелата Como tú ninguna
- Просто Мария (2015/16) адаптация от Габриела Ортигоса и Нора Алеман, нова версия на теленовелата Просто Мария
- Котката (2014) адаптация от Мария Антониета Калу Гутиерес, използвайки либрето от теленовелите Звяр и Rubí rebelde
- Pobre diabla (2009/10) адаптация от Маурисио Сомуано и Гуадалупе Обон, нова версия на теленовелата Cara sucia
- Все още те обичам (1996/97) адаптация от Рене Муньос, нова версия на теленовелата Върховно изпитание
- За цял живот (1996) адаптация от Хесус Калсада, нова версия на теленовелата Да живееш по малко

## Награди и номинации
Награди TVyNovelas
| Година | Категории                        | Теленовела        | Резултат  |
| ------ | -------------------------------- | ----------------- | --------- |
| 2014   | Най-добър сценарий или адаптация | Необуздано сърце  | Номиниран |
| 2009   | Най-добър сценарий или адаптация | Внимавай с ангела | Номиниран |

Награди Teleguia (Мексико)
| Година | Категории          | Теленовела | Резултат |
| ------ | ------------------ | ---------- | -------- |
| 1981   | Най-добър сценарий | Soledad    | Печели   |